# ハメンクブウォノ4世
ハメンクブウォノ4世（Hamengkubuwono IV、またはHamengkubuwana IV、1804年4月3日 - 1823年12月6日) は、1814年4月3日から1823年12月6日まで統治した、インドネシアのジョグジャカルタを統治した第4代のスルタンである（Hamengkubuwono参照）。

## 生涯
ハメンクブウォノ3世の18男で、王妃であるグスティ・カンジャン・ラトゥ・ケンコノ（Gusti Kanjeng Ratu Kencono）との間にグスティ・ラデン・マス・イブヌ・ジャロット（Gusti Raden Mas Ibnu Jarot）として生まれた。ジャワ戦争での蜂起で知られるディポヌゴロ王子の異母弟にあたる。10歳の時に父の跡を継いだが、幼少であったため、パク・アラム1世（Paku Alam I）が摂政に任命された。
その治世は、最終的にジャワ戦争につながった政治的悪化の時期であり、副官にあたるパティの地位にいたダヌレジャ4世（Danureja IV）が暴力的かつ恣意的な振る舞いを見せ、数々の裁判所の重要ポストに自身の親族を置いたりした。親オランダだったダヌレジャの一家は、民間企業家のための地代制の実施も支援したが、これは貧民に損失を与えた。
1820年1月20日にパク・アラム1世は摂政としての地位を放棄し親政に移行したが、1823年12月6日に急死したためその独立統治は、わずか2年ほどであった。その夭折に関しては、毒殺であったとの噂が広まった。3歳の息子、ハメンクブウォノ5世は、誰が摂政を務めるか論争が続く中で王位に就いた。ハメンクブウォノ5世は後に弟のハメンクブウォノ6世に引き継がれた。

## 子女
唯一の王妃に、GKRの異名を持つラデン・アジェン・セプフ（Raden Ajeng Sepuh）がいた。Kencana/Ageng（1802年生まれ）は、パティのダヌジェラ2世（Danureja II）とカンジェン・ラトゥ・アンガ（Kanjeng Ratu Angga）の娘で、ハメンクブウォノ2世の娘で、子供をもうけた。
1. Kanjeng Gusti Pangeran Adipati Anom Mangkunegara Sudibya Rajaputra Narendra ing Mataram (1817年9月 - 12月)
2. Gusti Raden Mas Gatot Menol (後のハメンクブウォノ5世)
3. GRM. Mustaja（後のハメンクブウォノ6世）
4. GKR. Sekarkedhaton (1822 年生まれ)  - 夭折した。

この他8人の側室がいた。